# Clavobrium
Clavobrium is een kevergeslacht uit de familie van de boktorren (Cerambycidae). De wetenschappelijke naam van het geslacht werd voor het eerst geldig gepubliceerd in 2008 door Adlbauer.

## Soorten
Clavobrium is monotypisch en omvat slechts de volgende soort:
- Clavobrium zimbabweensis Adlbauer, 2008